# 青年同心隊
『青年同心隊』（せいねんどうしんたい）とは、1964年10月30日から1965年1月22日まで、TBS系列にて放映されたテレビドラマである。国際放映制作の1クール全13話、モノクロ作品。スポンサーは前番組『柔道一代』に引き続き雪印乳業（現在の雪印メグミルク）の一社提供。

## 概要
『柔道一代』の後番組として飯島敏宏が企画した。
物語は、江戸末期の庶民生活を背景に、世の移り変わりや人間模様の複雑さにとまどったりしながらも、成長していく四人の見習同心を描く（第9話で見習いを解かれ、正式に同心となる）。飯島敏宏によれば、アメリカのテレビ映画『コンバット』をイメージした青春時代劇だったが、視聴率が伸びずに１クールで終了した。

## スタッフ
- 脚本：生田直親、窪田篤人、藤川桂介
- 音楽：富田勲
- 監督：飯島敏宏（TBS）、樋口祐三（TBS）、曽根義隆
- 殺陣：大沢真吾/チェリークラブ、桜井美智夫/桜井剣技会

## キャスト
- 林兵馬：西島一（新人）
- 黒木荘司（通称「ノラ」）：高島英志郎
- 佐野金六（通称「サノ金」）：石川進
- 関口信吾：石間健史
- 加川隼人：戸浦六宏
- 久保田志乃：紫志乃（新人）
- 久保田雅之：佐野周二
- 魚辰の娘おけい：裕圭子（第10話～第12話）
- 八十吉：土屋靖雄（第2話、第9話、第13話）

### ゲスト
- 田倉伊十郎：南広（第1話）
- 田倉の母：市川春代（第1話）
- 伸六：柳谷寛（第1話、第10話）
- お昌：中川弘子（第1話）
- おかね：姫ゆり子（第2話）
- 春駒：新草恵子（第2話）
- 初五郎：上田忠好（第2話）
- 枝川主膳：幸田宗丸（第2話）
- 芋屋の源太：里見たかし（第2話、第8話）
- 目明し仙太：梅津栄（第3話）
- 英次：椎名勝巳（第3話）
- おみよ：佐々圭子（第3話）
- 清吉：杉幸彦（第3話）
- おみね：山東昭子（第4話）
- おはつ：志摩燎子（第4話）
- 榊弥三郎：庄司永建（第4話）
- 綱五郎：近石真介（第4話）
- 検校城元：深見泰三（第5話）
- 座頭為一：富田勝義（第5話）
- 道具屋亥助：内藤綱男（第5話）
- 左兎：稲垣美穂子（第5話）
- おれん：光本幸子（第5話）
- 吉永夏録：中曽根雅夫（第6話）
- おゆう：磯村みどり（第6話）
- 弥作：佐山俊二（第7話）
- 山南耕之進：黒丸良（第7話）
- 庄屋嘉兵衛：湊俊一（第7話）
- 目明し藤吉：奥村公延（第7話）
- 黒門の伝蔵：南道郎（第8話）
- おつや：葉山葉子（第8話）
- 長次：山田喜芳（第8話）
- 亀三：江戸家猫八（第9話）
- 森井小次郎：穂積隆信（第9話）
- 弥吉：寄山弘（第9話）
- 文殊屋徳兵衛：進藤英太郎（第9話）
- 吉兵衛：大辻伺郎（第10話）
- 惣吉：石浜朗（第10話）
- おとせ：高橋とよ（第10話）
- おくみ：高野通子（第10話）
- 清蔵：大津正八（第10話）
- 杉山うの：園まり（第11話）
- 武州無宿千造：金沢重勝（第11話）
- 遊び人与市：星紀一（第11話）
- 天竜の佐吉：克美しげる（第12話）
- 阿波屋徳兵衛：浅野進治郎（第12話）
- 仙波の勘蔵：高城淳一（第12話）
- 折鶴おせん：宮川和子（第12話）
- 矢部八郎太：水島道太郎（第13話）
- お駒：加茂良子（第13話）
- おしん：真木美砂（第13話）
- 峯岸左近：今橋恒（第13話）
- 秋坊：津沢彰秀（第13話）

## サブタイトル
- #1「同心隊誕生」- 脚本：生田直親、監督：飯島敏宏
- #2「同心隊とび出す」- 脚本：窪田篤人、監督：飯島敏宏
- #3「虹を追っかけろ」- 脚本：窪田篤人、監督：飯島敏宏
- #4「鬼の同心」- 脚本：窪田篤人、監督：樋口祐三
- #5「サノ金、がんばる」- 脚本：生田直親、監督：樋口祐三
- #6「中仙道つっ走り」- 脚本：生田直親、監督：飯島敏宏
- #7「からっ風作戦」- 脚本：窪田篤人、監督：飯島敏宏
- #8「片目千両」- 脚本：窪田篤人、監督：樋口祐三
- #9「食らいついたら離れるな」- 脚本：藤川桂介、監督：曾根義隆
- #10「同心隊ハッスルす」- 脚本：窪田篤人、監督：飯島敏宏
- #11「明日に幸福を」- 脚本：窪田篤人、監督：飯島敏宏
- #12「若さでぶっとばせ」- 脚本：窪田篤人、監督：樋口祐三
- #13「それでも虹を追う」- 脚本：窪田篤人、監督：飯島敏宏

## 主題歌
- 虹を求めて（作詞：谷川俊太郎、作曲：富田勲、唄：克美しげる）